# SIM (przedsiębiorstwo)
SIM – Spółka z o.o firma z siedzibą w Lublinie .
SIM jest jednym z pierwszych wiodących na rynku polskim producentów cyfrowych rejestratorów rozmów i rozwiązań z zakresu bezpieczeństwa teleinformatycznego.
Przedmiotem działalności lubelskiej firmy są technologie informatyczne w zakresie projektowania, produkcji, wdrażania i integrowania rozwiązań z zakresu bezpieczeństwa teleinformatycznego. Producent systemów automatyki budynkowej Domatiq. 
W sierpniu 2008 roku SIM otrzymał certyfikat Systemu Zarządzania Jakością ISO 9001:2008.
Zakres certyfikacji: Produkcja, handel i serwis urządzeń teleinformatycznych
Numer certyfikatu: Q&R_095
Wystawiający: Q&R Polska Sp. z o.o.

## Nagrody i wyróżnienia
- Złoty Klucz do Sukcesu z trzema brylantami - nagroda otrzymana 21 czerwca 2001 roku w kategorii Firmy Małej w V edycji Konkursu "Firmy Sukcesu 2001" organizowanego przez Gazetę Wyborczą w Lublinie[4].
- Medal Europejski 2000 Komitetu Integracji Europejskiej oraz Business Centre Club za produkt Wielokanałowy Komputerowy System Nagrywania Rozmów Telefonicznych i Radiowych COMPREC™ wręczony 20 października 2000 roku;
- Defender 2000 - główna nagroda VIII Międzynarodowego Salonu Przemysłu Obronnego w Kielcach, otrzymana za wyróżniające rozwiązania techniczne sprzętu dla obronności i bezpieczeństwa Państwa – Wielokanałowego Komputerowego Systemu Nagrywania Rozmów Telefonicznych i Radiowych COMPREC™;
- medal Międzynarodowych Targów Wyposażenia Policyjnego SECURITAS’96 w Łodzi;
- złoty Medal Międzynarodowych Targów Katowickich na wystawie ELTARG’96;
- złoty Medal Międzynarodowych Targów Pomorza i Kujaw na wystawie POLKOMPUTER’96;
- Grand Prix Międzynarodowych Targów Olsztyńskich ELMIX’95.